# St. Etienne 1892
Revolver Mle 1892 8 mm (также St. Etienne 1892 и ошибочно «револьвер Лебеля», по имени не имевшего отношения к его созданию полковника Николя Лебеля) — револьвер калибра 8×27 мм, производившийся компанией MAS в 1892—1924 годах, для замены револьвера Revolver Mas 1873—1874 11 mm в качестве служебного оружия французских вооружённых сил. Всего было произведено около 350 000 экземпляров.

## История

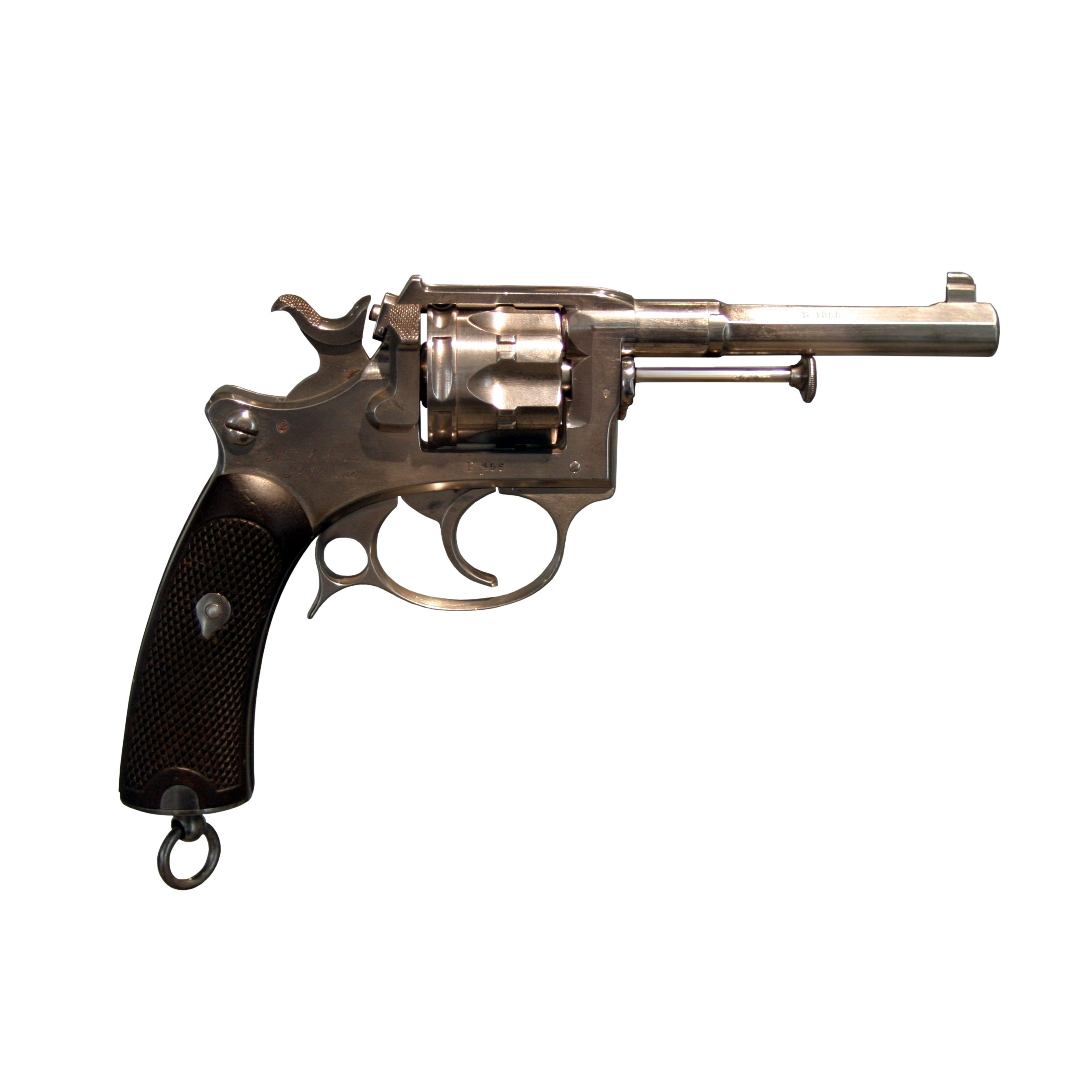
Предшественник MAS 1892 — 8-мм MAS 1887 (модификация револьвера MAS 1885)

Револьвер был разработан в качестве офицерского личного оружия; в силу особенностей применения в кавалерии, откидывающаяся назад дверца барабана расположена с правой стороны и сам барабан для экстракции гильз также откидывается вправо. Начал поступать в войска в 1893 году.
Унтер-офицерам же полагался старый револьвер Mle 1873, но во время Первой мировой войны часто вместо него выдавался самозарядный пистолет системы Руби. Mle 1892 был позже заменён пистолетом Modèle 1935 (а затем и MAC modèle 1950), но многим из них довелось поучаствовать и во Второй мировой войне и попасть сперва в трофеи вермахта как Revolver 637(f), а затем и в США в качестве сувениров. На вооружении полиции продержался до середины 1960-х годов.
Также выпускался в Бельгии и Испании, конструкция претерпела некоторые изменения, как то: замена круглых стволов гранёными, выпуск в голландском калибре 9,4 и т. д.

## Страны-эксплуатанты
- Бельгия[3]
- Испания[3]
- Монако: Рота княжеских карабинеров[4]
- Франция[1]
- Чехословакия[5]
- Швейцария[1]